# مدرسه نیماورد
مدرسه نیماورد مربوط به دوره صفوی است و در اصفهان، خیابان عبدالرزاق، بازارچه نیماور واقع شده و این اثر در تاریخ ۱۱ آذر ۱۳۳۰ با شمارهٔ ثبت ۳۷۸ به‌عنوان یکی از آثار ملی ایران به ثبت رسیده‌است.
تاریخچه اسامی برخی بزرگان ساکن در نیماورد
۱. سید محمدباقر درچه‌ای
۲. شیخ حیدر علی محقق
۳. سید حسن فقیه امامی
۴. جلال‌الدین همایی
۵. محمدعلی ناصری
۶. غلامحسین ابراهیمی دینانی
۷. محمد محمدی فارسانی
۸. شیخ عباس انصاری از نوادگان مرتضی انصاری
۹. سید عطاءالله امامی
۱۰. سید احمد فقیه امامی
۱۱. سید حسین طباطبایی بروجردی